# Vardenafil
Vardenafil (INN) je organsko jedinjenje, koje sadrži 23 atoma ugljenika i ima molekulsku masu od 488,603 .
Као inhibitor PDE5 koristi se za lečenje impotencije ili (erektilne disfunkcije) U Evropi se prodaje pod trgovinskim nazivom Levitra (Bayer AG, GSK, i SP).

## Istorijat
Vardenafil su zajednički plasirale na tržište kompanije Bayer Pharmaceuticals, GSK, i SP pod trgovinskim nazivom Levitra. Od 2005. godine prava na zajedničko promovisanje kompanije GSK za proizvod Levitra vraćena su kompaniji Bayer na mnogim tržištima van SAD. 
U Italiji, Bayer prodaje vardenafil pod nazivom Levitra, dok GSK ovaj lek prodaje pod nazivom Vivanza te bi, zbog trgovinskih pravila Evropske unije, paralelni uvozi mogli da rezultuje prodajom leka Vivanza zajedno sa lekom Levitra u EU.
U Srbija, lek je dostupan pod nazivom Levitra, samo u određenim dozama (5 mg, 10 mg i 20 mg).

## Osobine
| Osobina                  | Vrednost |
| ------------------------ | -------- |
| Broj akceptora vodonika  | 8        |
| Broj donora vodonika     | 1        |
| Broj rotacionih veza     | 8        |
| Particioni koeficijent ( | 2,3      |
| Rastvorljivost (logS, log(mol/L))       | -4,3     |
| Polarna površina (PSA, Å2)  | 117,5    |

## Literatura
- Hardman JG, Limbird LE, Gilman AG (2001). Goodman & Gilman's The Pharmacological Basis of Therapeutics (10. изд.). New York: McGraw-Hill. ISBN 0071354697. doi:10.1036/0071422803.
- Thomas L. Lemke; David A. Williams, ур. (2007). Foye's Principles of Medicinal Chemistry (6. изд.). Baltimore: Lippincott Willams & Wilkins. ISBN 0781768799.

## Spoljašnje veze
|  | Molimo Vas, obratite pažnju na važno upozorenje u vezi sa temama iz oblasti medicine (zdravlja). |